# Ringel-S (band)
Ringel-S is een Belgische electroclash-act bestaande uit Hans Liberti (Jan D’Hooghe, ex-Vive la Fête) en Ewald Fröhlich (Geert Bogaerts, Miss Moses).
Het uit Sint-Niklaas afkomstige duo maakt gothic-achtige dance, en zingt voornamelijk in het Duits. Ze doen daardoor aan de Neue Deutsche Welle denken, maar de teksten zijn vooral humoristisch, en de band neemt zichzelf ook niet erg serieus. Naast vele regionale optredens, werd ook veel in Nederland opgetreden, onder andere in het Groningse poppodium Vera, waar de band in het voorprogramma van Clan of Xymox speelde. Ringel-S kwam niet door de voorselectie voor Humo's Rock Rally 2006, en ook de eindronde van Eurosong, de Belgische voorselectie voor het Eurovisiesongfestival werd niet gehaald, al geraakten ze wel bij de laatste 40 kandidaten.
Hun eerste single Spaceship, Nederlandstalig en in eigen beheer uitgebracht, was te horen op de Nederlandse en Belgische radio en op 3VOOR12, maar werd niet echt opgepikt.

## Albums
- Edelduft (2008 - Le Maquis)